# Digital elektronik
Den digitale elektronik er en afgrænset disciplin inden for elektronikken, hvor man principielt kun opererer med signaler i to forskellige størrelser med hensyn til enten strømstyrke eller spænding (i modsætning til analog elektronik, hvor signaler kan antage alle mulige størrelser inden for givne intervaller).
Digitale signaler er diskretiserede i både værdi og tid, hvilket vil sige, at digitale signaler kun antage et afgrænset antal mulige værdier, og kun på afgrænsede tidspunkter. Man kan intet sige om det digital signal udenfor disse tidspunkter. Dette er den væsentligste teoretiske forskel mellem digitale signaler og analoge signaler, der er kontinuerte (dvs. de kan antage en hvilken som helst værdi i et hvilket som helst tidsrum). Lidt simplificeret kan man sige, at et digitalt signal enten er "tændt" eller "slukket".
Digitale kredsløb følger ganske nøje visse matematiske principper (symbollogik) og kan blandt andet bruges til at udføre beregninger (på binære tal). Af den grund kaldes de to forskellige signal-størrelser gerne for "0" og "1".

## Digital elektronik i praksis
Oftest benyttes to forskellige spændinger; "0" repræsenteres af en spænding inden for et givet interval, og "1" ved en spænding i et andet interval – imellem de to intervaller findes et område af "ubenyttede" spændinger, den såkaldte forbudte zone.
Almindeligvis bruges såkaldt positiv logik, hvor det højeste spændingsinterval repræsenterer "1", og det laveste "0" – ved negativ logik forstås en lav spænding som "1", og en højere spænding som "0". I forbindelse med positiv logik omtales signalet "1" også som high (engelsk for "højt") og "0" som low (engelsk for "lavt").
"Modtagere" af de digitale signaler er indrettet til at være ganske "tolerante"; alt over en vis spændingsgrænse tolkes (ved positiv logik) som "1", og alt under som "0". Dette gør sammen med de to adskilte, "lovlige" spændingsintervaller, at digitale kredsløb er meget tolerante overfor elektrisk støj.

## Digitale kredsløb
De delkredsløb som digital elektronik er opbygget af, kan indplaceres i et lineært hierarki, hvor mere komplekse kredsløb er opbygget af flere af de simplere kredsløb.
- De fundamentale byggeelementer
  - Gates
  - Invertere
  - Transmissionsgates
- Kombinatoriske kredsløb
  - Additionskredsløb
  - Komparator
  - Multipleksere og demultipleksere
- Sekventielle kredsløb
  - Flip-flop
  - Skifteregister
  - Tæller
- Større digitale kredsløb
  - indlejret system
  - mikroprocessor
  - mikrocontroller
  - VHDL – sprog som anfales af IEEE til at konstruere/programmere chippenes med:
    - SPLD, Simple Programmable Logic Device (Fabrikantnavne: PAL (logikkredsløb), GAL, PLA, PLD)
    - CPLD, Complex Programmable Logic Device (Fabrikantnavne: EEPLD, EPLD, MAX, PEEL)
    - FPGA, Field Programmable Gate Array (Fabrikantnavne: ACT, APEX, FGPA, FLEX, LCA, ORCA, pASIC, Virtex)
    - FPIC, Field Programmable Interconnect Chip
    - ASIC (ukendt evt. indplacering)
    - FPLA (ukendt evt. indplacering)

Større digitale systemer som sekvensnetværk og de endnu mere komplekse CPU'er (centralenheder for computere) baserer sig på ovennævnte delkredsløb.

## Synkrone og asynkrone digitale kredsløb
I dag er langt den overvejende del af de digitale kredsløb af den synkrone type, hvilket vil sige at man har en central taktgiver (eng. clock), som muliggør højhastighedskommunikation via databusser mellem tæt forbundne større digitale delkredsløb.
Både i lavenergi- og digitale højydelseskredsløb kan det være et problem med en central taktgiver i f.eks. et digitalt høreapparat eller en mikrocontroller. Grunden er at man ønsker at høreapparatet anvender så lidt energi som muligt, og højydelseskredsløb mister takten, når den centrale taktgivers frekvens øges (f.eks. ved "overclocking"). Grunden er at det tager tid for taktgiverens og databussens signaler at komme rundt i forskellige dele af chippen ved høje frekvenser – og det på trods af at signalerne udbreder sig med ca. 2/3 af lysets hastighed.
Med et redesign af de digitale kredsløb, indførelse af decentral selvtaktning/asynkron, opnås mindre energiforbrug eller mulighed for højere taktfrekvens. Omkostningen er groft set en ydelsesforringelse på ca. 10% ved en given frekvens, men med drastisk nedsat energiforbrug f.eks. -30...-60%.

Hvilket betyder at man kan øge de decentrale taktgivere med 30%.

Ydermere støjer selvtaktede kredsløb mindre.

## Logiske systemer
På det rent teoretiske plan "tænker" den digitale elektronik ikke over hvordan de simpleste byggeelementer, gates og invertere, "bærer sig ad" med at udføre deres opgaver. Principperne for de digitale grundelementer, gates og invertere, kan og bliver også realiseret i hydrauliske, mekaniske og pneumatiske indretninger.